# Prügelbock

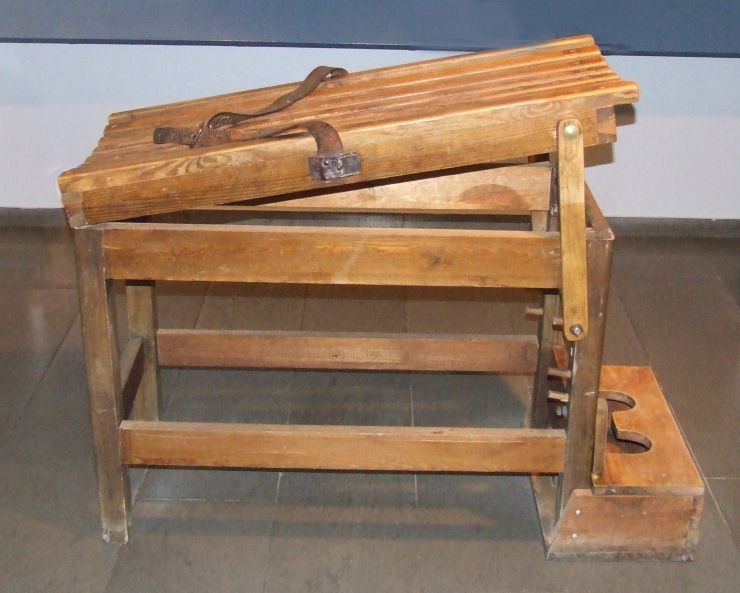
Prügelbock im KreisMuseum Wewelsburg, Dauerausstellung „Wewelsburg 1933–1945“

Ein Prügelbock, auch Strafbock, Strafbank, ist eine meist aus Holz gefertigte Vorrichtung, um an einem Menschen die Prügelstrafe zu vollziehen oder ihn durch Schläge zu foltern. Während Folter inzwischen an sich international verboten und Körperstrafen nur mehr in wenigen Ländern verhängt werden, findet der Prügelbock inzwischen noch als SM-Möbel Verwendung. 

## Aussehen und Form von Prügelböcken
Die Form eines Prügelbocks ähnelt oft einem Pferd, wie es aus dem Sportunterricht bekannt ist, mit einer zum Teil waagerechten, zum Teil vorne (an der Kopfseite) nach unten geneigten schmalen Auflagefläche. Die vier Beine des Prügelbocks sind manchmal symmetrisch, häufiger auf der schmalen Seite paarig asymmetrisch angeordnet, wenn das Gerät ausdrücklich als Prügelbock hergestellt wird. Außerdem gibt es Prügelböcke in Form einer Bank ohne Lehne, deren Oberfläche partiell nach unten oder oben gewölbt ist. Die meisten Prügelböcke sind so konstruiert, dass der Verurteilte sich mit dem Oberkörper derart auf den Prügelbock zu legen hat, dass die Beine und Füße, die Arme und der Kopf herunterhängen. Dadurch, dass so die Beine in einer abgewinkelten Haltung zum Oberkörper gebracht werden, wird die Haut am Gesäß gespannt und so der Schmerz der Hiebe darauf verstärkt. Damit der Delinquent während der Bestrafung nicht ausweichen oder reflexartig wegzucken kann, wird er vorher häufig mit Lederriemen fixiert, die oft bereits am Prügelbock befestigt sind. Bestimmte Prügelböcke sind anders, zum Beispiel wie ein Fußhocker geformt, etwa zur Ausführung der Bastonade. Auch eine Streckbank kann als Prügelbank eingesetzt werden.

## Einige Anwendungen des Prügelbocks und dabei verwendete Instrumente
Ausgeführt werden die Strafen über einem Prügelbock in der Regel auf dem (teil)bekleideten oder entblößten Gesäß, gelegentlich aber auch (zusätzlich) auf dem nackten Rücken und den Oberschenkeln. Als Werkzeug zur Ausführung einer Prügelstrafe dienten in der Sklaverei und den Armeen Peitschen; ebenfalls in der Marine nahezu aller seefahrenden Nationen. Heute wird gemäß der Scharia bei Körperstrafen in Staaten mit islamistischem Rechtssystem ein spezieller schwerer Lederriemen genutzt. In schottischen und irischen Schulen und Internaten kam vorrangig die Tawse zum Einsatz, während in US-amerikanischen Erziehungsanstalten (z. B. reformatories und youth detention centers) und in US-amerikanischen Gefängnissen als sogenannter prison strap ein breiter einteiliger Lederriemen in extrem schwerer Ausführung zur – oft auch willkürlichen – Bestrafung der Insassen benutzt wurde. Verschiedene Leder- oder Holzpaddel werden auch heute noch in US-amerikanischen Schulen, insbesondere der Südstaaten, eingesetzt; zurzeit sind sie für die Prügelstrafe noch in 23 US-Bundesstaaten gesetzlich vorgesehen, kommen aber auch in youth detention centers zur Anwendung. 
Der Prügelbock wurde bis 1986 in englischen und bis 1986 in irischen (Internats-)Schulen zusammen mit einer speziellen Rute (birch) genutzt. Der Prügelbock in Eton ist heute noch erhalten. Im britischen Justizwesen war der Prügelbock als Justizstrafe bis 1948 und auf der Isle of Man bis 1976 üblich. Das sogenannte Caning (engl. cane = Rohrstock) mit Rohrstöcken über dem Bock war bis Mitte der 1980er- bzw. Anfang der 1990er-Jahre in allen britischen Schulen und Internaten möglich (aber nicht allgemein üblich) und wird zum Teil bis zum heutigen Tag in den Schulen verschiedener Nachfolgestaaten des früheren britischen Kolonialsystems in Afrika und Asien eingesetzt. Derzeit ist die Justizstrafe mit besonders schweren Rohrstöcken unter anderem in Malaysia und Singapur alltäglich. Der Einsatz erfolgt bei schwereren Ordnungswidrigkeiten, aber auch gegen illegale Immigranten. In deutschen Gefängnissen und KZs wurden während der Zeit des Nationalsozialismus Lederriemen, Rohrstöcke, Gummiknüppel oder Schlagstöcke für die Prügelstrafe eingesetzt. Während in den oben genannten Zusammenhängen Körperstrafen immer oder zumindest regelmäßig auch über einem Prügelbock vollzogen wurden, kamen in deutschen Schulen bei der körperlichen Züchtigung von Schülern in der Regel keine speziellen Prügelböcke zum Einsatz, sondern es wurde meist eine Schulbank in dieser Funktion benutzt.

## Folgen der Prügelstrafe
Der Vollzug der Prügelstrafe über einem Prügelbock ist äußerst schmerzhaft. Oft kommt es schon nach den ersten Schlägen zu Verletzungen der Haut und des Unterhautgewebes; außerdem kann es bei der Applizierung von Schlägen oberhalb der Gesäßbacken zu schweren Verletzungen insbesondere der Nieren kommen. Alte, geschwächte oder kranke Menschen können an der Prügelstrafe sterben. Darüber hinaus können Folter und Körperstrafen oft auch psychisch schwerwiegende Folgen für das Opfer haben.

## Zeit des Nationalsozialismus

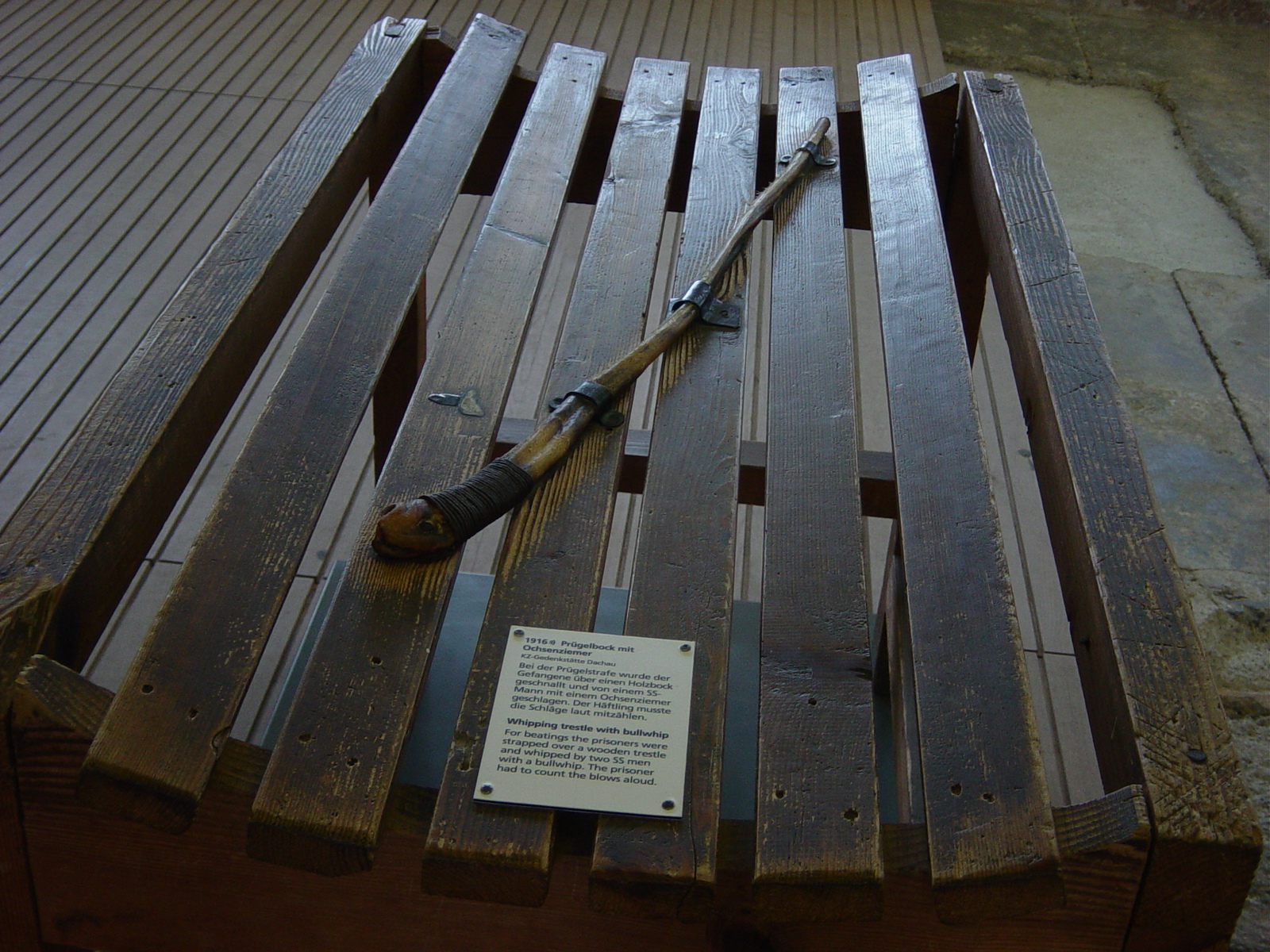
Der Prügelbock des KZ Dachau

Traurige Berühmtheit hat der Prügelbock in deutschen Zusammenhängen besonders während der Zeit des Nationalsozialismus erlangt. In Folterkellern der SS in Berlin und anderswo existierten Prügelböcke, und in vielen nationalsozialistischen Konzentrationslagern gehörte die Strafe „auf dem Bock“ beinahe zum Alltag. Der Lagerausdruck für diese Form der Bestrafung war „jemanden auf den Bock legen“ oder auch „er ging über den Bock“. Offiziell musste der Vollzug der Prügelstrafe von Berlin aus genehmigt werden. Auch die Gesundheit des Häftlings musste offiziell durch einen SS-Arzt bestätigt werden. Tatsächlich verfuhr man aber so, dass der Häftling zuerst eine unbestimmte Anzahl von Schlägen erhielt. Dann fragte man in Berlin an. Hinterher wurde die Prozedur noch mal „offiziell“ vollzogen. Wenn die Anzahl der verabreichten Schläge „gering“ war, wurde die Prügelstrafe oft auch ohne Anfrage durchgeführt. War der Vollzug der Prügelstrafe vorher angekündigt, so hatten die Häftlinge die Möglichkeit, sich heimlich etwas Papier oder Stoff unter die Kleidung zu stopfen. Auf Entdeckung standen schwere Strafen. In besonderen Fällen wurden die Schläge aber auf das nackte Gesäß verabreicht, so dass sich der Häftling nicht schützen und es zu besonders schweren Verletzungen kommen konnte.

## Prügelbock als SM-Möbel

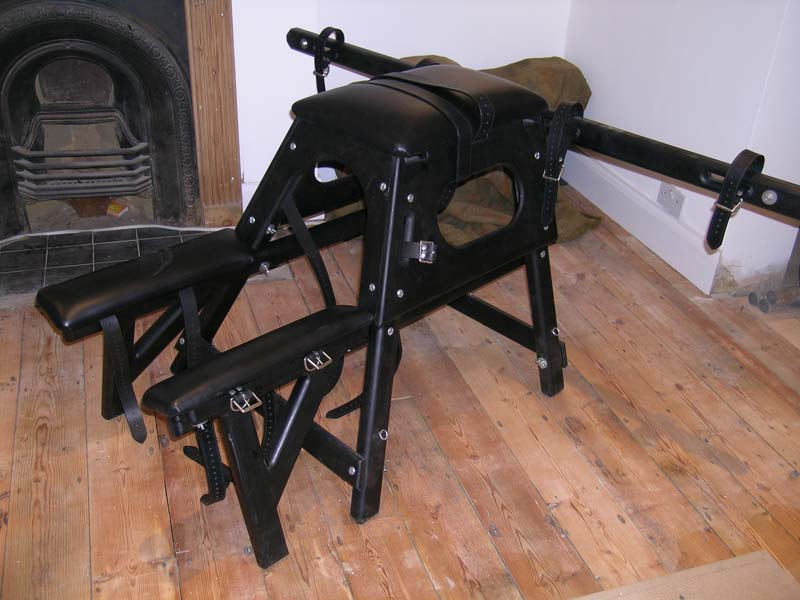
Moderner Prügelbock als SM-Möbel

Im Rahmen einvernehmlich ausgelebter sadomasochistischer Sexualpraktiken (BDSM, Spanking) kommen ebenfalls Prügelböcke zum Einsatz. Diese sind zum Teil an ihren historischen Vorbildern orientiert, zum Teil auch bequemer gebaut, zum Beispiel gepolstert und mit abwaschbarem Kunstleder überzogen.